# East Dunseith
East Dunseith é uma Região censo-designada localizada no estado norte-americano do Dakota do Norte, no Condado de Rolette.

## Demografia
Segundo o censo norte-americano de 2000, a sua população era de 219 habitantes.

## Geografia
De acordo com o United States Census Bureau, a região tem uma área de
3,2 km², dos quais 3,1 km² cobertos por terra e 0,1 km² cobertos por água.

## Localidades na vizinhança
O diagrama seguinte representa as localidades num raio de 24 km ao redor de East Dunseith.